# Vinger aan de Pols
Vinger aan de Pols (en neerlandès prendre el pols) és un programa de televisió dels Països Baixos de temàtica mèdica de l'emissora AVRO que s'emet des de 1980. Des del 2007 en endavant, en tots els episodis, un conegut del públic neerlandès parlava sobre un determinat trastorn en la seva vida. El 2007 Larry Hagman va ser el primer protagonista de la nova temporada. Des de 2007 Vinger aan de Pols és un programa de medicina general.

## Història
Vinger aan de Pols va ser presentat per Pia Dijkstra des del 2000, fins que va ser elegida diputada per D66 el 2010. La presentadora original del programa va ser Ria Bremer (1980-2000) juntament amb el metge Peter Lens (1980-1987). El tema musical del programa es basa en la cançó Heartbeat de Rogier van Otterloo, que va escriure el 1976 per a la Nederlandse Hartstichting. El 1987, amb un episodi sobre un trasplantament de medul·la, el programa va guanyar un Premi Ondas. El 2015, es van emetre quatre nous episodis en una retrospectiva, presentats per Ria Bremer.